# 安藤達己
安藤 達己（あんどう たつみ、1938年 - 2013年2月7日）は、映画監督。本名は安藤 達久。東京都出身。
シャープなカット構成による演出が特徴である。娘に元コスミック・インベンションの安藤聖己がいる。

## 来歴・人物
- 1938年、安藤繁二・千代の三男として誕生。
- 1946年、葫芦島より博多港に引き揚げる（葫芦島在留日本人大送還）。
- 1950年 - 1953年、館山市立第二中学校・堅川中学校・吾嬬第二中学校を卒業。
- 1956年、都立上野高校卒業。
- 1962年、銀座プロ（山村聡主宰）助監督。
- 1964年、松竹系・CAGにてチーフ助監督。
- 1967年、円谷プロダクション『ウルトラセブン』チーフ助監督[注釈 1]を経て、第47話「あなたはだぁれ?」で監督に昇格[1][5]。
- 1973年、毎日EVRシステム・監督。以後、テレビ映画界を引退。
- 2013年2月7日、死去[6]。入院の2日前まで自身のブログを作成していた[7][8]。

## エピソード
- 周囲からは「早撮り」と評されていたが、安藤は自身が早いのではなく、早撮りが出来なければテレビ映画の監督は務まらないのだとしている[1]。
- 『ウルトラセブン』へは、円谷プロダクションからチーフ助監督に指名され参加した[2]。特撮作品は初めてであった為、最初に金城哲夫から作品についての説明を受けても全く分からなかったといい、現場でも合成カットの撮り方などは理解出来ていなかった[2]。
- 『セブン』第47話で監督に昇格した際は、監督になりたくて参加していたこともあり、当然のことだと受け止めて感動などは無かったという[2]。撮影にあたっては「特撮を少な目に」と指示を受けたのを幸いと思い、ドラマ部分に注力した[9]。
- 『セブン』で監督に昇格したが、次番組『怪奇大作戦』では再びチーフ助監督を務める様に言われたため、安藤はこれを断って円谷英二との直談判の末に自宅待機となった[10]。待機中も給料は支払われていたという[10]。その後、切迫したスケジュールとなった九州ロケ編（第6話・第8話）でチーフ助監督として呼ばれ、第13話・第19話で再び監督を務めた[10][注釈 2]。
- 『快傑ライオン丸』へは『怪奇大作戦』などで組んだ脚本家の若槻文三の誘いで参加した[1]。同作品では「悪趣味と思われることはやらない」と決めており、血を見せることを目的とするような描写やわざとらしいチラリズムなどは避け、健康的な演出を心がけていた[1]。そのため、ロケ中に取材に来た報知新聞の記者から、ヒロインである沙織のチラリズムが人気だと聞いて驚いたという[1]。
- 『トリプルファイター』へは『快傑ライオン丸』へ参加していた時に、円谷プロダクションの円谷粲から安藤をメインに考えていると誘いを受け『ライオン丸』を、1クールで降板して参加した[1]。

## 主な監督作品
- ウルトラセブン 第47話「あなたはだぁれ?」（1968年）※初監督作品
- 怪奇大作戦
  - 第13話「氷の死刑台」（1968年）
  - 第19話「こうもり男」（1969年）
- チビラくん（1970年）
- ウルトラファイト（1970年）
- ガッツジュン（1971年）
  - 第24話「熱い力よ よみがえれ!」
  - 第27話「青春の涙 輝ける時」
- レッドマン（1972年）
- 快傑ライオン丸（1972年）
  - 第4話「ムササビアン爆破作戦」
  - 第5話「地獄から来た死神オボ」
  - 第8話「分身魔王デボノバと怪人イワゲバ」
  - 第9話「死を呼ぶ吸血怪人ゾンビー」
  - 第12話「怪人ギロジー海の落し穴」
  - 第13話「怪人ウミカブロと人食い怪魚」
- トリプルファイター（1972年）
  - 第1話「行け! 栄光のファイター」
  - 第2話「トリプル・ファイター脱出せよ!」
  - 第8話「たたかえ! オレンジ・ファイター」
  - 第9話「グリーン・ファイター応答せよ!!」
  - 第12話「スリラー館の対決!」
  - 第13話「孤独のケリー」
  - 第19話「津波大作戦5秒前!」
  - 第20話「行け! オレンジ・ファイター 心の眼を開いて」
  - 第24話「地獄の唄が聞える」
  - 第26話「さようなら トリプルファイター」
- ファイヤーマン（1973年）
  - 第5話「ジュラ紀へ落ちた少年」
  - 第6話「遊星ゴメロスの秘密」
  - 第10話「鉄の怪獣が東京を襲った!」
  - 第11話「よみがえった岩石怪獣」
  - 第27話「死人をあやつる宇宙の支配者」
  - 第28話「アルゴン星から来た少年」

### CM
- 毎日EVRシステムによる会社案内
- 花王 洗剤（マジックリン）